# Districtul Ban Dan
Ban Dan (în thailandeză บ้านด่าน) este un district (Amphoe) din provincia Buriram, Thailanda, cu o populație de 30.548 de locuitori și o suprafață de 247,6 km².

## Componență
Districtul este subdivizat în 4 subdistricte (tambon), care sunt subdivizate în 59 de sate (muban).
| Nr. | Nume       | În thailandeză | Sate | Locuitori |  |
| --- | ---------- | -------------- | ---- | --------- |  |
| 1.  | Ban Dan    | บ้านด่าน         | 20   | 11,808    |  |
| 2.  | Prasat     | ปราสาท         | 18   | 8,791     |  |
| 3.  | Wang Nuea  | วังเหนือ         | 12   | 4,327     |  |
| 4.  | Non Khwang | โนนขวาง        | 9    | 5,622     |  |